# Saint-Jean-d'Étreux
Saint-Jean-d'Étreux är en kommun i departementet Jura i regionen Bourgogne-Franche-Comté i östra Frankrike. Kommunen ligger i kantonen Saint-Amour som tillhör arrondissementet Lons-le-Saunier. År 2018 hade Saint-Jean-d'Étreux 147 invånare.

## Befolkningsutveckling
Antalet invånare i kommunen Saint-Jean-d'Étreux
Referens:INSEE